# Liina Lukas

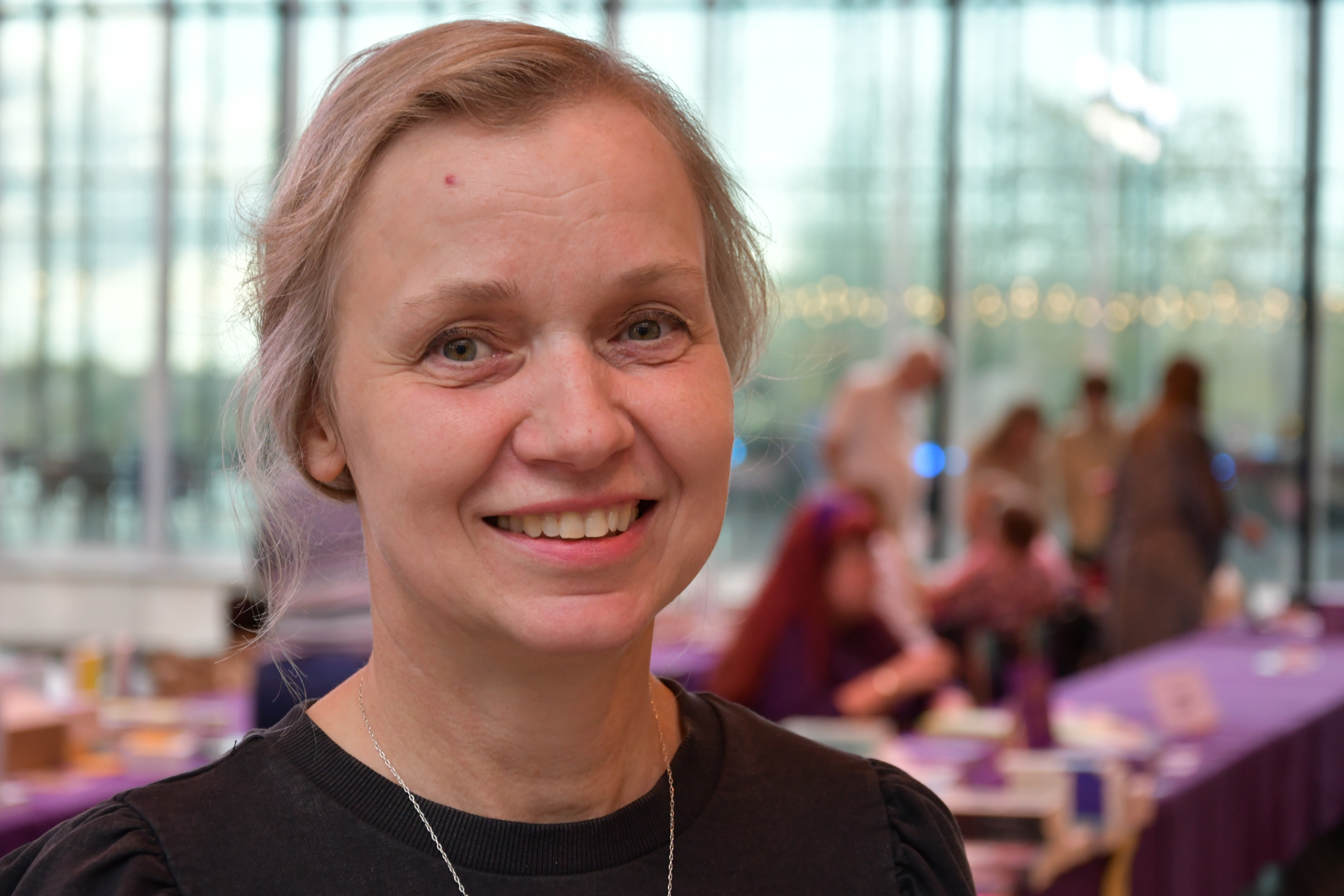
Liina Lukas (2025)

Liina Lukas (bis 1989 Liina Tamm, * 5. August 1970 in Rakvere) ist eine estnische Germanistin und Literaturwissenschaftlerin.

## Leben
Liina Lukas machte 1990 in Püssi Abitur und studierte anschließend an der Universität Tartu Germanistik. Nach ihrem 1995 erfolgten Studienabschluss folgte ein Aufbaustudium der vergleichenden Literaturwissenschaft, das sie 1998 mit dem Magistergrad abschloss. Den Großteil dieses Studiums verbrachte sie an den Universitäten von Göttingen und Wien. 2006 wurde sie mit einer Arbeit zum deutschbaltischen literarischen Feld zum Dr. phil. promoviert.
Liina Lukas ist seit 1998 als Dozentin mit der Universität Tartu verbunden und seit 1999 parallel dazu als Forscherin am Under und Tuglas Literaturzentrum in Tallinn tätig. Sie ist Vorsitzende der estnischen Goethe-Gesellschaft und seit 2021 Professorin für vergleichende Literaturwissenschaft an der Universität Tartu. Seit 2022 ist sie korrespondierendes Mitglied der Niedersächsischen Akademie der Wissenschaften zu Göttingen.
Ihr Mann ist der estnische Historiker und Politiker Tõnis Lukas.

## Mitgliedschaften
- Baltische Historische Kommission[3]

## Werk
Lukas‘ hauptsächliches Forschungsgebiet ist die deutschbaltische Literatur sowie die Wechselwirkung zwischen der frühen estnischen und der deutschbaltischen Literatur. Seit ihrer Doktorarbeit, mit der sie bereits ein „lang erwartetes Handbuch“ vorlegte, widmet sie sich diesem in Estland lange vernachlässigten Thema, das bislang nur in knapperen Aufsätzen berührt wurde. Gemeinsam mit Jaan Undusk schuf Lukas eine neue Strömung in der estnischen Literaturwissenschaft, in der die engen Grenzen der einsprachigen Betrachtung gesprengt werden. In einem großangelegten Forschungsprojekt, das estnische, deutsche und lettische Literaturwissenschaftlerinnen und Literaturwissenschaftler zusammenführt, arbeitet Lukas derzeit (2021) an einer vielbändigen „Geschichte der baltischen Schriftkultur“, deren erster Band 2021 erschienen ist.
Darüber hinaus hat Lukas auch Untersuchungen zur zeitgenössischen estnischen Literatur vorgelegt und aus dem Deutschen übersetzt.

## Auszeichnungen
- 2016 Ehrenmedaille der Universität Tartu

## Bibliografie (Auswahl)

### Monografien
- Baltisaksa kirjandusväli 1890–1918. Tartu, Tallinn: Underi ja Tuglase Kirjanduskeskus, Tartu Ülikooli kirjanduse ja rahvaluule osakond 2006. 639 S. (Collegium litterarum 20)
- (Hrsg. gemeinsam mit Thomas Taterka und Jaan Undusk) Literatur in baltischen Bezügen. Jakob Michael Reinhold Lenz und Kristian Jaak Peterson. Riga: Universität Lettlands, Baltisches Germanistisches Zentrum; Bonn: Deutscher Akademischer Austausch Dienst 2007. 260 S.
- (Hrsg. gemeinsam mit Ulrike Plath und Kadri Tüür) Umweltphilosophie und Landschaftsdenken im baltischen Kulturraum / Environmental philosophy and landscape thinking. Tallinn: Underi ja Tuglase Kirjanduskeskus 2011. 376 S.
- (Hrsg., gemeinsam mit Michael Schwidtal und Jaan Undusk) Politische Dimensionen der deutschbaltischen literarischen Kultur. Berlin, Münster: LIT 2018. 438 S.
- (Hrsg., gemeinsam mit Eva Piirimäe und Johannes Schmidt) Herder on empathy and sympathy / Einfühlung und Sympathie im Denken Herders. Leiden, Boston: Brill 2020. XIV, 334 S.
- (Hrsg.) Balti kirjakultuuri ajalugu I. Tartu: Tartu Ülikooli Kirjastus 2021. 304 S.

### Artikel
- (gemeinsam mit Epp Annus) Der Literaturkanon und die nationale Identität. Die Rolle der estnischen Literatur bei der Schaffung des estnischen nationalen Mythos, in: Yrjö Varpio / Maria Zadencka (Hrsg.): Literatur und nationale Identität II. Themen des literarischen Nationalismus und der nationalen Literatur im Ostseeraum. Tampere 1999, S. 91–107 (Tampereen yliopisto. Taideaineiden laitos. Julkaisuja 2).
- Ein literarischer Pinselstrich des Künstlers, in: Estonia 1/1999, S. 56–60.
- Der estnische National-Imagotyp in der deutschbaltischen Literatur, in: Yrjö Varpio / Maria Zadencka (Hrsg.): Literatur und nationale Identität III. Zur Literatur und Geschichte des 19. Jahrhunderts im Ostseeraum: Finnland, Estland, Lettland, Litauen und Polen. Stockholm 2000, S. 207–230 (Acta Universitatis Stockholmiensis. Studia Baltica Stockholmiensia 22).
- Eesti-saksa kirjanduslik opositsioonilisus 19. ja 20. sajandi vahetusel, in: Kultuuritekst ja traditsioonitekst. 26.–27. novembril 1999 Tartus toimunud seminari materjalid. Tartu 2000, S. 106–123.
- Das estnisch-deutsche literarische Spannungsfeld um die Jahrhundertwende, in: interlitteraria 6 (2001), S. 235–249.
- Die Überbrückung des Fremden in der deutschbaltischen Literatur, in: Michael Schwidtal / Armands Gūtmanis (Hgg.): Das Baltikum, im Spiegel der deutschen Literatur. Carl Gustav Jochmann und Garlieb Merkel. Heidelberg 2001, S. 263–280.
- Restauration durch Revolution. Eine Wende estnischer Art und ihre literarische Reflexion, in: Engagierte Literatur in Wendezeiten. Herausgegeben von Willi Huntemann et al. Würzburg: Königshausen & Neumann GmbH 2003, S. 181–197.
- Kirjanduslikust ruumikujutusest Jaan Oksa ja Eduard von Keyserlingi näitel, in: Keel ja Kirjandus 5/2005, S. 345–358.
- Kulturkonflikte und ihre Lösungsstrategien in den Literaturen des Baltikums Anfang des 20. Jahrhunderts, in: Akten des XI. Internationalen Germanistenkongresses Paris 2005. „Germanistik im Konflikt der Kulturen“. Hrsg. von Jean-Marie Valentin. Band 9: Divergente Kulturräume in der Literatur / Kulturkonflikte in der Reiseliteratur. Bern et al.: Peter Lang 2007, S. 177–182.
- (gemeinsam mit Juhan Kreem) „Romeo ja Julia“ Liivimaa moodi? Barbara von Tiesenhauseni legend: ajaloolone tagapõhi ja kirjanduslikud variatsioonid, in: Keel ja Kirjandus 3/2008, S. 156–177.
- Eesti rahvaluule baltisaksa luule inspiratsiooniallikana, in: Keel ja Kirjandus 8–9/2011, S. 675–697.
- Läbielatud ruum? Lisandus baltisaksa kirjandusloo uurimisse, in: Akadeemia 3/2004, S. 531–561.
- Deutsche in der estnischen Literatur, in: Baltica 1/2011, S. 33–48.
- Lesen unter der Diktatur. Die estnische Spielart des Totalitarismus, in: interlitteraria 18/2 (2013), 507–516
- Eesti ja läti luule sünd saksa laulu vaimust I, II, in: Keel ja Kirjandus 10/2019, S. 761–774; 11/2019, S. 868–878.

## Sekundärliteratur
- Cornelius Hasselblatt: Kaua oodatud käsiraamat, in: Keel ja Kirjandus 12/2006, S. 993–996.